# Dampiera metallorum
Dampiera metallorum är en tvåhjärtbladig växtart som beskrevs av Lepschi och Trudgen. Dampiera metallorum ingår i släktet Dampiera, och familjen Goodeniaceae. Inga underarter finns listade i Catalogue of Life.